# Mairasi jezik
Mairasi jezik (faranyao, kaniran; ISO 639-3: zrs), papuanski jezik porodice mairasi, koja je donedavno smatrana dijelom transnovogvinejske porodice. Govori ga oko 3 300 ljudi iz istoimenog plemena Mairasi (1996 SIL) na poluotoku Bomberai, na indonezijskom dijelu otoka Nova Gvineja.
Srodan je jeziku semimi [etz]. Dijalekt sjeveroistočni mairasi, možda je poseban jezik.

## Vanjske poveznice
- Ethnologue (14th)
- Ethnologue (15th)